# Concert for Aliens
Concert for Aliens è un singolo del rapper statunitense Machine Gun Kelly, pubblicato nel 2020 ed estratto dal suo quinto album in studio Tickets to My Downfall.

## Video musicale
Il video musicale è stato realizzato in diverse versioni. Una di queste, realizzata in live action, è stata diretta da Mod Sun.

## Tracce
1. Concert for Aliens – 2:40 (Colson Baker, Nicholas Alex Long, Travis Barker)